# مفاعل استنسال سريع

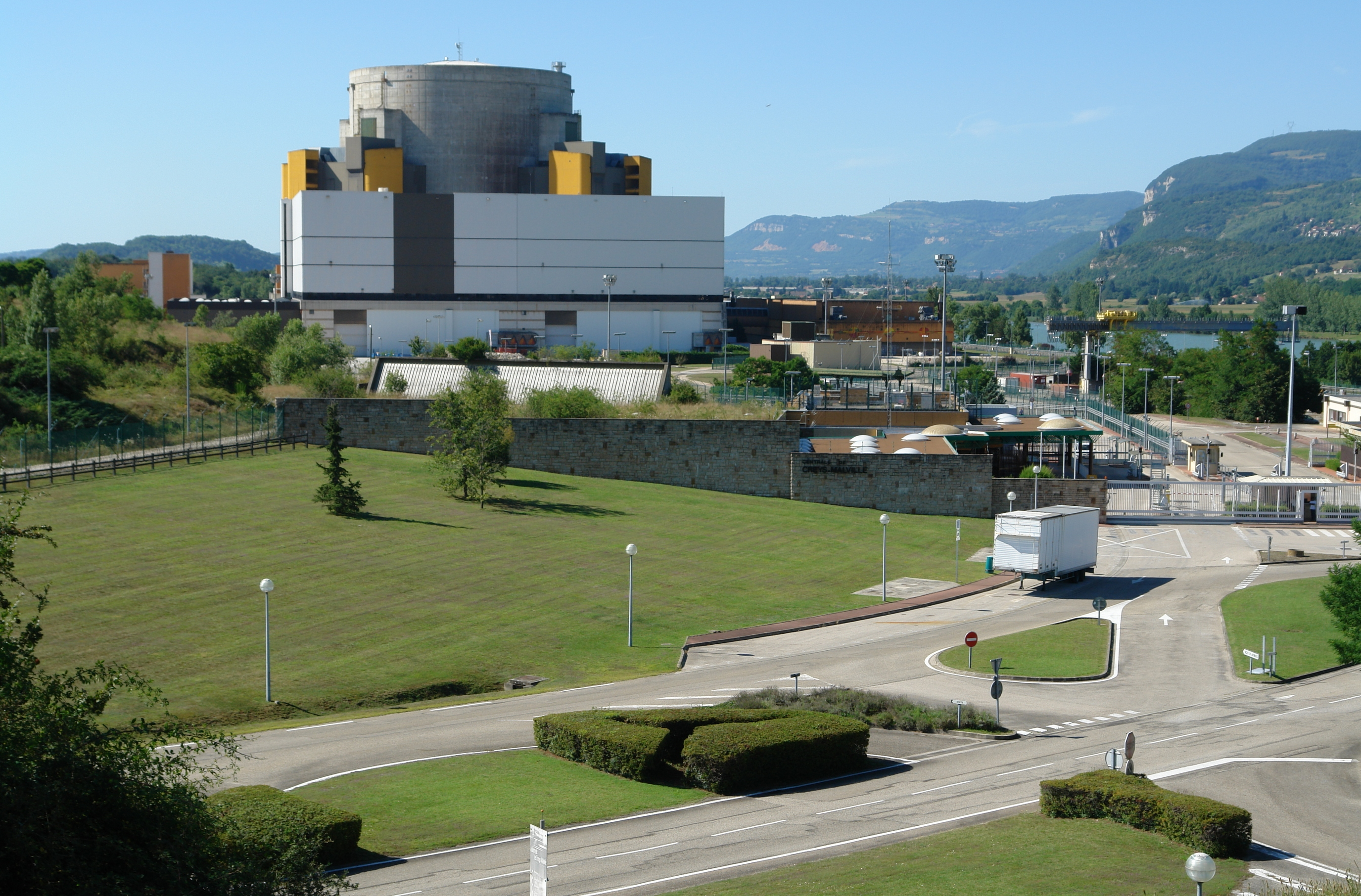
مفاعل سوبرفينيكس بفرنسا لإنتاج البلوتونيوم-239

مفاعل استنسال سريع (بالإنجليزية: Fast Breeder Reactor)‏ هو نوع من المفاعلات النووية تقوم بالإضافة إلى إنتاج الطاقة الكهربائية باستنسال (توليد) مواد نووية انشطارية تستخدم بدورها في توليد الطاقة الكهربائية. أي أن هذا النوع من المفاعلات ينتج موادا نووية أكثر مما يستهلكه. ويتم ذلك عن طريق تحول مادة غير انشطارية في قلب المفاعل إلى مادة انشطارية بواسطة النيوترونات السريعة في المفاعل. ومن هنا تأتي تسمية مفاعل الاستنسال السريع أو مفاعل التوليد السريع.

## فكرة الاستنسال النووي
يتكون المفاعل من وحدات وقود رأسية تحتوي على مخلوط من أكسيد اليورانيوم والبلوتونيوم. وتتكون كل وحدة من قضبان الوقود محفوظة في أنابيب قطر 1 سم وأرتفاع نحو 3 متر منظمة في شكل القفص. ويتكون قلب المفاعل من عدد كبير من وحدات الوقود منظمة في شكل دائري يبلغ قطره 5 متر. ويُشكل المفاعل في منطقتين : المنطقة الداخلية وهي تحتوي على وحدات وقود اليورانيوم المخصب وتحيط بها منطقة تحتوي على اليورانيوم الطبيعي.
وينظم سير التفاعل النووي في المفاعل قضبان ضبط مكونة من الحديد الصلب والبور أو من مادة أخرى تمتص النيوترونات. بواسطة قضبان الضبط يمكن ضبط معدل التفاعل بحيث يكون معدل إصدار النيورونات مساويا لمعدل امتصاصها.
تكتسب أنوية اليورانيوم الطبيعي وأغلبها يورانيوم-238 نيوترونا من المفاعل وتتحول إلى يورانيوم-239 وهذا يتحول على الفور بعد تحلله مرتين عن طريق تحلل بيتا إلى بلوتونيوم-239، وهو مادة نووية انشطارية يمكن بعد استخلاصها بالطرق الكيميائية تعبئتها في وحدات وقود تُستخدم في مفاعل الماء المغلي أو مفاعل الماء المضغوط.

## استنسال الوقود النووي
يتكون اليورانيوم الطبيعي من 99,3 % من النظير 238U ونحو 0,7 % من اليورانيوم-235
الانشطاري 235U. ولاستخدامه في الفاعلات النووية المعتادة مثل مفاعل الماء المغلي لا بد من رفع نسبة اليورانيوم الانشطاري يورانيوم-235 إلى نسبة بين 3% و4% التي تصنع منها وحدات الوقود. وتسمى تلك العملية عملية تخصيب اليورانيوم.
وأثناء تشغيل مفاعل نووي يتحول جزء من اليورانيوم-238 إلى يورانيوم-239 عن طريق امتصاص نيوترون. وهذا النظير يجري عمليتان تحلل بيتا ويتحول إلى بلوتونيوم-239، وهو نظير انشطاري لها تقريبا نفس الخواص الانشطارية لليورانيوم-235D. وفي المفاعل يساعد جزء من البلوتونيوم-235 المتكون مع اليورانيوم-235 على إنتاج الطاقة. ويمكن بعد ذلك فصل جزء البلوتونيوم-239 الباقي من المادة النووية المستهلكة وخلطها باليورانيوم الطبيعي لصناعة وحدات وقود جديدة. تسمى الوحدادت المخلوطة الجديدة وحدات أكسيد موكس Mixed oxide fuel element (MOX).
وتتم التفاعل الذي يتحول فيه اليورانيوم-238 إلى بلوتونيوم-239 كالآتي:
{\displaystyle \mathrm {^{238}_{\ 92}U\ +\ _{0}^{1}n\ \longrightarrow \ _{\ 92}^{239}U\ {\xrightarrow {\beta ^{-}}}\ _{\ 93}^{239}Np\ {\xrightarrow {\beta ^{-}}}\ _{\ 94}^{239}Pu} }
وطبقا للتفاعل: تمتص نواة اليورانيوم-238 نيوترونا فتتحول إلى النظير يورانيوم-239، وذه النواة غير مستقرة وتتحلل سريعا عن طريق تحلل بيتا فتنشأ نواة نيوبيوم-239 ،وهذه الأخرى تتحلل عن طريق تحلل بيتا مرة ثانية بتصبح بلوتونيوم-239. وتبين الأعداد التحتية في معادلة التفاعل عدد البروتونات في اليورانيوم (92 برتون)، وفي النيوبيوم (93) وفي البلوتونيوم (94 بروتون).
أي أن الاستنسال أو توليد وقود جديد ينتج من الجزء الفائض من البلوتونيوم-239 الذي لم يُستهلك في المفاعل. ولكن هذا التفاعل يتم بكثرة في مفاعل خاص لا يحتوي على مادة مهدئة لسرعة النيوترونات مثل الماء، ويحتاج للنيوترونات السريعة لتحويل اليورانيوم-238 إلى بلوتونيوم-239.
فإن مفاعل الاستنسال السريع لا يسمى بهذا الاسم لأنه يولد وقودا جديدا سريعا،، وإنما لأنه يحتاج النيوترونات السريعة للقيام بعملية توليد وقود جديد.

## فائدة الاستنسال
لا يوجد تقريبا استخدام آخر لليورانيوم-238 غير استخدامه لإنتاج وقود جديد في مفاعلات الاستنسال السريعة. وتحتاج تلك الصناعة إلى تواجد صناعات نووية مختلفة تكمل بعضها البعض. من مفاعل الاستنسال السريع لإنتاج البلوتونيوم-239، إلى مصنع نووي لفصل البلوتونيوم عن اليورانيوم المستهلك كيمائيا، إلى مصنع لتصنيع وحداد وقود جديدة تحتوي على مخلوط من اليورانيوم والبلوتونيوم-239، ثم استخدام وحدات الوقود الجديدة MOX في مفاعل الماء المغلي ومفاعل الماء المضغوط. بذلك يمكن استخلاص طاقة من الموارد الطبيعية على الأرض تبلغ 60 ضعفا عن استخدام اليورانيوم-235 235U وحدة لإنتاج الطاقة.
كما يشكل استغلال الثوريوم 232Th كوقود للمفاعلات من سنة 1983 حتى عام 1989 في ألمانيا (في مفاعل THTR-300) واستنساله للمادة الانشطارية الثوريوم-233، كانت ستزيد كمية الوقود النووي كثيرا حيث أن كمية الثوريوم الخام في العالم تفوق كميات خام اليورانيوم عدة مرات.

## التفاعل الانشطاري في مفاعل الاستنسال
عند انشطار نواة البلوتونيوم-239 بسبب اصابتها بنيوترون سريع في المفاعل ينتج من التفاعل نحو 8 و2 من النيوترونات الجديدة، وعهو عدد يزيد قليلا عن عدد النيوترونات التي تصدرها نواة اليورانيوم-235 عند انشطارها. ومن تلك النيوترونات نحتاج إلى 1 نيوترون لأداء التفاعل التالي (وتعرف تلك الحالة بالحالة الحرجة للمفاعل). وتمتص في المتوسط نحو 5 و0 نيوترون في أحد المواد الأخرى أو تخرج من قلب المفاعل وتضيع بلا نفع. فيتبقي في المتوسط 3 و1 نيوترون يقومون بعملية الاستنسال من اليورانيوم-238، وبذلك ينشأ عن كل عملية انشطار عدد أكبر من 1 من الأنوية الانشطارية.

## تصميم مفاعل الاستنسال

نوعان من مفاعلات الاستنسال السريعة: إلى اليسار : طراز الحوض، وإلى اليمين : طراز الدورة.

حتى عام 2006 استخدمت مفاعلات الاستنسال السريعة الكبيرة الصوديوم النقي كمبرد ونقل الحرارة. ويوجد منها نوعان:
1) طراز الدورة، وفيه يدور الصوديوم في دورة ابتدائية خارج خزان المفاعل ولكنها داخل الحاجز الحيوي للمفاعل biological shield (لأن الصوديوم-24 من العناصر المشعة، ويجب ابتعاد العاملين عنه).
2) طراز الحوض، وفيه يكون المبادل الحراري الابتدائي في وسط خزان المفاعل.
كما جربت بعض الطرازات التجريبية تستخدم الزئبق لنقل الحرارة أو الرصاص أو مخلوط الصوديوم والبوتاسيوم، كما يوجد اقتراح لاستخدام الهيليوم كمبرد.
وتستخدم مفاعلات الاستنساخ السريعة وقودا نوويا مكونا من مخلوط ثاني أوكسيد البلوتونيوم بنسبة 20 % وثاني أكسيد اليورانيوم بنسبة 80 %. كما تيستخدم اختياريا سبيكة معدنية من اليورانيوم والبلوتونيوم والزركونيوم. ويمكن ان يكون البلوتونيوم المستخدم قادما من مصنع استخلاص المواد النووية من وحدات الوقود المستهلكة في مفاعلات نووية أو قادمة من أسلحة نووية مفككة، في إطار خفض التسليح النووي.
ويحاط قلب مفاعل الاستنسال السريع بطبقات أنابيب تحتوي على المادة غير الانشطارية مثل اليورانيوم-238، والتي تتحول في قلب المفاعل غلى بلوتونيوم-239 عن طريق امتصاصها لنيورونات.
بعد ذلك يمكن فصل البلوتونيوم-239 عن باقي المواد وخلطها مع يورانيوم طبيعي لصناعة وحدات وقود جديدة يمكن استخدامها لإنتاج الطاقة في مفاعل الماء المغلي أو مفاعل الماء المضغوط.

## إنتاج الطاقة
عند انشطار نواة اليورانيوم-235 أو البلوتونيوم-239 تنشطر النواة عادة إلى قسمين يحملان طاقة حركة قدرها 200 مليون إلكترون فولت MeV. فتصطدم بالمواد التي حولها وتعطيها طاقة حرارية. وحيث أن مفاعل الاستنسال يعمل بمادة الصوديوم لنقل الحرارة فيكتسب الصوديوم الحرارة وهو يكون في الحالة السائلة. وعن طريق مبادل حراري تنتقل الحرارة من دائرة الصوديوم (وتسمى الدورة الابتدائية) إلى دائرة الماء (وتسمى الدورة الثانوية). وعن طريق الدورة الثانوية ينتج بخار الماء تحت ضغط عالي الذي يدير عنفة بخارية. ويتصل بالعنفة مولد كهربائي ضخم.
وما يخرج من مخرج العنفة من بخار يُكثف في أحد المكثفات فيعود إلى حالة الماء التي تعاد إلى دائرة الدورة الثانوية. ويستخدم المكثف مياه نهر قريب لتبريد وتكثيف البخار.